# Bestialità (film 1976)
Bestialità è un film del 1976 diretto da Peter Skerl. Il lungometraggio doveva far parte di una trilogia, mai completata a causa di problemi finanziari.

## Trama
In un'isola del Mediterraneo, la piccola Jeanine assiste, involontariamente, al perverso rapporto sessuale che la madre intrattiene con il cane di famiglia. Il padre, scoperto il fatto, incendia la casa per vendetta. Ma l'animale rimane ancora in vita e la ragazza, traumatizzata, continua a convivere con la bestia, a distanza di anni. Nel frattempo, una coppia in crisi si trasferisce sul luogo del misfatto.

## Produzione
È l'unico film realizzato da Peter Skerl. Nella versione italiana, la direzione della pellicola è accreditata a Virgilio Mattei, curatore, in realtà, del montaggio. In alcune piattaforme, George Eastman (alias Luigi Montefiori) viene erroneamente ricordato come co-regista di Bestialità. Enrico Maria Salerno, che interpreta un pescatore muto, in tutto il film non parla mai.

## Distribuzione
Distribuito nelle sale italiane il 16 novembre del 1976, il film venne vietato ai minori di 18 anni, a causa del contenuto fortemente esplicito. Un giudice di Roma condannò Franca Stoppi per atti immorali, nonostante le scene di zoofilia fossero, chiaramente, di finzione.
Per molti anni l'opera di Skerl non venne edita in formato home video. Nel 2019 è uscita una versione DVD curata da Nocturno.

## Accoglienza
Paolo Mereghetti, nel suo dizionario omonimo, reputa la pellicola un «pessimo erotico troppo ambizioso».